# 307 Ніка
307 Ні́ка (307 Nike) — астероїд головного поясу, відкритий 5 березня 1891 року Огюстом Шарлуа у Ніцці.